# Списак основних школа у Београду
Сисак државних основних школа на територији града Београда, односно на територији градских општина Барајево, Вождовац, Врачар, Гроцка, Звездара, Земун, Лазаревац, Младеновац, Нови Београд, Обреновац, Палилула, Раковица, Савски венац, Сопот, Стари град, Сурчин и Чукарица.

## Општина Барајево
| Основна школа           | Адреса                     | Година оснивања | Ранији називи              |
| ----------------------- | -------------------------- | --------------- | -------------------------- |
| ОШ „Кнез Сима Марковић” | Светосавска 77, Барајево   | 1950.           | ОШ „Миодраг Вуковић Сељак” |
| ОШ „Павле Поповић”      | Трг палих бораца 3, Вранић | 1848.           | —                          |

## Општина Вождовац
| Основна школа            | Адреса                      | Година оснивања | Ранији називи                                                              |
| ------------------------ | --------------------------- | --------------- | -------------------------------------------------------------------------- |
| ОШ „Бора Станковић”      | Паунова 19а                 | 1930.           | ОШ „Краљица Марија”                                                        |
| ОШ „Бранислав Нушић”     | Заплањска 45.               | 1935.           | —                                                                          |
| ОШ „Веселин Маслеша”     | Кумодрашка 72.              | 1963.           | —                                                                          |
| ОШ „Васа Чарапић”        | Авалска 48а, Бели Поток     | 1873.           | —                                                                          |
| ОШ „Војвода Степа”       | Војводе Степе 520.          | 1894.           | —                                                                          |
| ОШ „Данило Киш”          | Генерала Штефаника 6.       | 2014.           | —                                                                          |
| ОШ „Доситеј Обрадовић”   | Максима Горког 94.          | 1927.           | Школа на Душановцу                                                         |
| ОШ „Ђура Даничић”        | Мештровићева 19a            | 1928.           | ОШ „Цар Душан” · Школа број 14                                             |
| ОШ „Змај Јова Јовановић” | Мештровићева 19.            | 1867.           | —                                                                          |
| ОШ „Јајинци”             | Илије Петровића 12, Јајинци | 1915.           | —                                                                          |
| ОШ „Јанко Веселиновић”   | Умчарска 2                  | 1852.           | Школа на Јалији · Дорћолска школа · Српска краљевска школа „Дунавски крај” |
| ОШ „Карађорђе”           | Јове Илића 2.               | 1905.           | Школа на Крагујевачком друму · ОШ „Вожд Карађорђе”                         |
| ОШ „Милан Ђ. Милићевић”  | Боривоја Стевановића 27а    | 2002.           | —                                                                          |
| ОШ „Миодраг Матић”       | Браће Јерковића 5           | 1972.           | Специјална основна школа за децу и омладину са церебралном парализом       |
| ОШ „Филип Филиповић”     | Булевар ослобођења 317      | 1959.           | —                                                                          |

## Општина Врачар
| Основна школа                   | Адреса               | Година оснивања | Ранији називи                                                                     |
| ------------------------------- | -------------------- | --------------- | --------------------------------------------------------------------------------- |
| ОШ „Владислав Рибникар”         | Краља Милутина 10.   | ?               | —                                                                                 |
| ОШ „Јован Миодраговић”          | Војводе Драгомира 1. | 1954.           | ОШ „Јован Миодраговић” · ОШ „Сава Ковачевић”                                      |
| ОШ „Краљ Петар II Карађорђевић” | Марулићева 8.        | 1932.           | ОШ „Краљ Петар II Карађорђевић” · ОШ „Милица Павловић”                            |
| ОШ „НХ Синиша Николајевић”      | Тимочка 24.          | 1955.           | — VIII мушка непотпуна гимназија, IX мешовита гимназија, XII београдска гимназија |
| ОШ „Свети Сава”                 | Николаја Краснова 8. | 1852.           | Школа на Врачару · Школа на Савинцу                                               |
| ОШ „Светозар Марковић”          | Хаџи Милентијева 62. | 1950            | —                                                                                 |
| Специјална ОШ „Душан Дугалић”   | Ђердапска 19.        | 1961.           | —                                                                                 |

## Општина Гроцка
| Основна школа        | Адреса                                | Година оснивања | Ранији називи                               |
| -------------------- | ------------------------------------- | --------------- | ------------------------------------------- |
| ОШ „Алекса Шантић”   | Краља Петра Првог 9, Калуђерица       | 1919.           | —                                           |
| ОШ „Илија Гарашанин” | Булевар револуције 11.                | 1724.           | Српска народна школа · ОШ „Вучко Милићевић” |
| ОШ „Милоје Васић”    | Драгољуба Стојановића 11д, Калуђерица | 2010.           | —                                           |
| ОШ „Мића Стојковић”  | 29. новембра 11, Умчари               | 1864.           | —                                           |
| ОШ „Никола Тесла”    | Јована Јовановића Змаја 1, Винча      | 1946.           | —                                           |
| ОШ „Свети Сава”      | 29. новембра 15, Врчин                | 1965.           | ОШ „Мирослав Јовановић Церовац”             |

## Општина Звездара
| Основна школа                | Адреса                                       | Година оснивања | Ранији називи                                                 |
| ---------------------------- | -------------------------------------------- | --------------- | ------------------------------------------------------------- |
| ОШ „Бошко Буха”              | 21. дивизије 31.                             | 1963.           | —                                                             |
| ОШ „Вељко Дугошевић”         | Милана Ракића 41.                            | 1936.           | ОШ „Војвода Радомир Путник” · ОШ број 15 · Осмолетка број три |
| ОШ „Владислав Петковић Дис”  | Радослава Љумовића 20, Велики Мокри Луг      | 1967.           | ОШ „Слободан Пенезић Крцун”                                   |
| ОШ „Десанка Максимовић”      | Устаничка 246.                               | 1964.           | ОШ „Братство-јединство”                                       |
| ОШ „Деспот Стефан Лазаревић” | Моме Димића 2.                               | 1983.           | ОШ „Родољуб Чолаковић”                                        |
| ОШ „Драгојло Дудућ”          | Булевар краља Александра 525, Мали Мокри Луг | 1864.           | —                                                             |
| ОШ „Иван Горан Ковачић”      | Војводе Бране 18а                            | 1953.           | Друга основна школа рејона                                    |
| ОШ „Јелена Ћетковић”         | Врањска 26.                                  | 1961.           | —                                                             |
| ОШ „Марија Бурсаћ”           | Милана Ракића 81.                            | 1957.           | —                                                             |
| ОШ „Павле Савић” Београд     | Косте Нађа 25, Миријево                      | 1994.           | —                                                             |
| ОШ „Стеван Синђелић”         | Милића Ракића 1.                             | 1955.           | —                                                             |
| ОШ „1300 каплара”            | Панчина 1.                                   | 1957.           | ОШ „Моша Пијаде”                                              |

## Општина Земун
| Основна школа                      | Адреса                                    | Година оснивања | Ранији називи |
| ---------------------------------- | ----------------------------------------- | --------------- | --- |
| ОШ „Бошко Палковљевић Пинки”       | Пуковника Миленка Павловића 7а, Батајница | 1875.           | — |
| ОШ „Бранко Радичевић”              | Браће Радишић 2, Батајница                | 1955.           | — |
| ОШ „Гаврило Принцип”               | Крајишка 34.                              | 1932.           | ОШ „Ђура Јакшић” |
| ОШ „Горња Варош”                   | Добановачка 72.                           | 1799.           | Српска мешовита школа · ДОШ „Краљевић Андреј” · ОШ „Владимир Назор”                                                                |
| ОШ „Илија Бирчанин”                | Браће Крњешевац 2, Земун поље             | 1961.           | — |
| ОШ „Лазар Саватић”                 | Кеј ослобођења 27.                        | 1962.           | — |
| ОШ „Мајка Југовића”                | Градски парк 9.                           | 1745.           | Општа Српска основна школа · Српска народна школа · ДОШ „Престолонаследник Петар” · ОШ „Душан Вукасовић Диоген” · ОШ „Гоце Делчев” |
| ОШ „Михајло Пупин”                 | Емилије Јакшић 31a, Нова Галеника         | 2009.           | — |
| ОШ „Петар Кочић”                   | Првомајска 79.                            | 1834.           | ДОШ „Краљица Марија” |
| ОШ „Раде Кончар”                   | Златиборска 44.                           | 1962.           | — |
| ОШ „Радивој Поповић”               | Призренска 37.                            | ?               | — |
| ОШ „Сава Шумановић”                | Добановачки пут 107, Алтина               | 2009.           | — |
| ОШ „Светислав Голубовић Митраљета” | Далматинске загоре 94, Батајница          | 1969.           | — |
| ОШ „Светозар Милетић”              | Немањина 25.                              | 1728.           | ДОШ „Краљевић Андреј” · Школа четвртог рејона · ОШ број 36                                                                         |
| ОШ „Соња Маринковић”               | Аласка 17.                                | 1957.           | — |
| ОШ „Станко Марић”                  | Учитеља Цвеје 5, Угриновци                | ?               | — |
| ОШ „Сутјеска”                      | Задругарска 1.                            | 1964.           | — |

## Општина Лазаревац
| Основна школа                | Адреса                               | Година оснивања | Ранији називи          |
| ---------------------------- | ------------------------------------ | --------------- | ---------------------- |
| ОШ „Војислав Вока Савић”     | Доситеја Обрадовића 4                | 1889.           | —                      |
| ОШ „Диша Ђурђевић”           | Вреоци бб, Вреоци                    | 1843.           | —                      |
| ОШ „Дуле Караклајић”         | Дула Караклајића 35а                 | 1966.           | —                      |
| ОШ „Кнез Лазар”              | Бранка Радичевића 27a                | 1994.           | —                      |
| ОШ „Милорад Лабудовић Лабуд” | Барошевац бб, Барошевац              | 1845.           | —                      |
| ОШ „Михаило Младеновић Сеља” | Др Воје Даниловића 17, Дудовица      | 1969.           | —                      |
| ОШ „Рудовци”                 | Душана Петровића Шана 4, Рудовци     | 1889.           | ОШ „Моша Пијаде”       |
| ОШ „Свети Сава”              | Стевана Филиповића 10, Велики Црљени | 1905.           | ОШ „Стеван Филиповић”  |
| ОШ „Слободан Пенезић Крцун”  | Јунковац бб, Јунковац                | 1876.           | ОШ „Димитрије Туцовић” |

## Општина Младеновац
| Основна школа            | Адреса                         | Година оснивања | Ранији називи |
| ------------------------ | ------------------------------ | --------------- | ------------- |
| ОШ „Момчило Живојиновић” | Краља Александра Обреновића 25 | 1956.           | —             |
| ОШ „Коста Ђукић”         | Краља Петра Првог 339          | 1968.           | —             |

## Општина Нови Београд
| Основна школа              | Адреса                                   | Година оснивања | Ранији називи                                                         |
| -------------------------- | ---------------------------------------- | --------------- | --------------------------------------------------------------------- |
| ОШ „Марко Орешковић”       | Отона Жупанчича 30.                      | 1959.           | —                                                                     |
| ОШ „Борислав Пекић”        | Данила Лекића Шпанца 27, Бежанијска коса | 2002.           | —                                                                     |
| ОШ „Душко Радовић”         | Булевар Зорана Ђинђића 112               | 1961.           | ОШ „25. мај”                                                          |
| ОШ „Ратко Митровић”        | Омладинских бригада 58                   | 1972.           | —                                                                     |
| ОШ „Иван Гундулић”         | Народних хероја 12                       | 1950.           | —                                                                     |
| ОШ „Лаза Костић”           | Милентија Поповића 72                    | 1977.           | ОШ „Седам секретара СКОЈ-а”                                           |
| ОШ „Јован Дучић”           | Милентија Поповића 16                    | 1967.           | ОШ „Јосип Броз Тито”                                                  |
| ОШ „Радоје Домановић”      | Булевар уметности 31                     | 1952.           | —                                                                     |
| ОШ „Јован Стерија Поповић” | Војвођанска 61                           | 1836.           | Пучка школа · Државна мешовита пучка школа · Основна школа „Бежанија” |
| ОШ „Кнегиња Милица”        | Јурија Гагарина 78                       | 1982.           | ОШ „Ужичка република”                                                 |
| ОШ „Младост”               | Гандијева 99                             | 1989.           | —                                                                     |
| ОШ „Бранко Радичевић”      | Јурија Гагарина 195                      | 1885.           | Топчидерска школа                                                     |
| ОШ „Драган Лукић”          | Неде Спасојевић 6                        | 2011.           | —                                                                     |
| ОШ „20. октобар”           | Омладинских бригада 138                  | 1976.           | —                                                                     |
| ОШ „Краљ Александар I”     | Алексиначких рудара 22                   | 1844.           | Теразијска ОШ · Огледна народна школа · ОШ „Жарко Зрењанин”           |

## Општина Обреновац
| Основна школа             | Адреса                       | Година оснивања | Ранији називи           |
| ------------------------- | ---------------------------- | --------------- | ----------------------- |
| ОШ „Јефимија”             | Краља Милутина 3             | 2004.           | —                       |
| ОШ „Посавски партизани”   | Светог Саве 2                | 1969.           | —                       |
| ОШ „Јован Јовановић Змај” | Цара Лазара 2                | 1959.           | —                       |
| Прва обреновачка          | Милоша Обреновића 169        | 1824.           | ОШ „Јован Поповић”      |
| ОШ „Никола Тесла”         | Мила Манића Албанте 5, Скела | 1804.           | —                       |
| ОШ „Грабовац”             | Грабовац 179, Грабовац       | 1865.           | ОШ „Душан Полексић”     |
| ОШ „Живојин Перић”        | Ваљевски пут бб, Стублине    | 1871.           | ОШ „Братство–јединство“ |
| ОШ „14. октобар”          | Обреновачки пут 132, Барич   | 1875.           | —                       |

## Општина Палилула
| Основна школа             | Адреса                           | Година оснивања    | Ранији називи                                                                 |
| ------------------------- | -------------------------------- | ------------------ | ----------------------------------------------------------------------------- |
| ОШ „Васа Пелагић”         | Милана Зечара 2                  | —                  | —                                                                             |
| ОШ „Влада Аксентијевић”   | Поенкареова 8                    | 1956.              | —                                                                             |
| ОШ „Др Арчибалд Рајс”     | Патриса Лумумбе 5                | 1962.              | ОШ „Стјепан Стево Филиповић”                                                  |
| ОШ „Зага Маливук”         | Грге Андријановића 18            | августа 1961.      | —                                                                             |
| ОШ „Јован Поповић”        | Maријане Грегоран 62             | 14. новембар 1954. | —                                                                             |
| ОШ „Јован Ристић”         | Беле Бартока 48, Борча           | 2010.              | —                                                                             |
| ОШ „Краљица Марија”       | Михаја Еминескуа 6, Овча         | 2014.              | раније део ОШ „Васа Пелагић”                                                  |
| ОШ Милена Павловић Барили | Романа Ролана 6                  | 2012.              | —                                                                             |
| ОШ „Олга Петров”          | Падинска Скела 9, Падинска Скела | 1955.              | —                                                                             |
| ОШ „Ослободиоци Београда” | Прерадовићева 2                  | —                  | —                                                                             |
| ОШ Старина Новак          | Кнез Данилова 33-37              | 1922.              | ОШ број седам                                                                 |
| ОШ „Стеван Сремац”        | Трг ослобођења 3, Борча          | 1800.              | —                                                                             |
| ОШ „Раде Драинац”         | Ковиловска 1, Борча              | 1970/1979.         | ОШ „Вељко Влаховић”                                                           |
| ОШ „Филип Вишњић”         | Салвадора Аљендеа 17.            | 1909.              | Основна школа на Смедеревском ђерму · ДОШ „Филип Вишњић” · ОШ „Царица Милица” |
| ОШ „Јован Цвијић”         | Данила Илића 1                   | 1923.              | Штофара Илић                                                                  |

## Општина Раковица
| Основна школа         | Адреса                     | Година оснивања | Ранији називи                                                     |
| --------------------- | -------------------------- | --------------- | ----------------------------------------------------------------- |
| ОШ „Никола Тесла”     | др Миливоја Петровића 6    | 1935.           | —                                                                 |
| ОШ „Ђура Јакшић”      | Канарево брдо 2            | 1932.           | —                                                                 |
| ОШ „Коста Абрашевић”  | Милорада Јанковића Доце 34 | 1870.           | —                                                                 |
| ОШ „Владимир Роловић” | Омладинско шеталиште 10    | 1970.           | —                                                                 |
| ОШ „Бранко Ћопић”     | Видиковачки венац 73       | 1985.           | —                                                                 |
| ОШ „14. октобар”      | Гочка 40                   | 1850.           | —                                                                 |
| ОШ „Иво Андрић”       | Ивана Мичурина 38а         | 1976.           | —                                                                 |
| ОШ „Франце Прешерн”   | Станка Пауновића Вељка 45  | 1955.           | Очигледна школа „Кнеза намесника Павла” · „Основна школа број 29” |

## Општина Савски венац
| Основна школа               | Адреса                 | Година оснивања | Ранији називи                                                                          |
| --------------------------- | ---------------------- | --------------- | -------------------------------------------------------------------------------------- |
| ОШ „Стефан Немања”          | Љубе Јовановића 2а     | 1912.           | „Код Сењака” · Државна народна школа „Стефан Немања” · „Народни херој Бранко Параћ”    |
| ОШ „Петар Петровић Његош”   | Ресавска 61            | 19. век         | „Школа на Западном врачару” · „Његош” · „Основна школа број 9” · „Основна школа Његош” |
| ОШ „Исидора Секулић”        | Гаврила Принципа 42    | 1962.           | —                                                                                      |
| ОШ „Војвода Мишић”          | Др Милутина Ивковића 4 | 1934.           | Државна народна школа „Војвода Мишић”                                                  |
| ОШ „Војвода Радомир Путник” | Бошка Петровића 6.     | 1961.           | ОШ „22. децембар”                                                                      |

## Општина Сопот
| Основна школа           | Адреса                  | Година оснивања | Ранији називи |
| ----------------------- | ----------------------- | --------------- | ------------- |
| ОШ „Јелица Миловановић” | Кнеза Милоша 12, Сопот  | 1864.           | —             |
| ОШ „Цана Марјановић”    | Бате Мирковића 23, Раља | 1923.           | —             |

## Општина Стари град
| Основна школа            | Адреса               | Година оснивања | Ранији називи         |
| ------------------------ | -------------------- | --------------- | --------------------- |
| ОШ „Вук Караџић”         | Таковска 41          | 1838.           | Палилулска ОШ         |
| ОШ Краљ Петар I          | Краља Петра 7        | 1906.           | ОШ „Браћа Рибар”      |
| ОШ Браћа Барух           | Деспота Ђурђа 2      | 1964.           | —                     |
| ОШ Скадарлија            | Француска 26         | 1959.           | ОШ „Ђуро Ђаковић”     |
| ОШ Дринка Павловић       | Косовска 19          | 1963.           | —                     |
| ОШ Михаило Петровић Алас | Господар Јованова 22 | 1959.           | „ОШ Перо Поповић Ага” |

## Општина Сурчин
| Основна школа         | Адреса                            | Година оснивања | Ранији називи |
| --------------------- | --------------------------------- | --------------- | ------------- |
| ОШ „Вук Караџић”      | Братства јединства број 1, Сурчин | 1950.           | —             |
| ОШ „22. октобар”      | Маршала Тита 8, Сурчин            | 1967.           | —             |
| ОШ „Стеван Сремац”    | Маршала Тита 6, Добановци         | 1735.           | —             |
| ОШ „Вожд Карађорђе”   | Бољевачка 2, Јаково               | 1786.           | —             |
| ОШ „Бранко Радичевић” | Браће Кокар 5, Бољевци            | 1975.           | —             |

## Општина Чукарица
| Основна школа          | Адреса                        | Година оснивања | Ранији називи                           |
| ---------------------- | ----------------------------- | --------------- | --------------------------------------- |
| ОШ „Јосиф Панчић”      | Пожешка 52                    | 17. април 1937. | „Матија Бан” · „Осмољетка број 13”      |
| ОШ „Бановић Страхиња”  | Кнеза Вишеслава 15            | 1964.           | „Основна школа у Улици кнеза Вишеслава” |
| ОШ „Филип Кљајић Фића” | Николаја Гогоља 40            | 1961.           | —                                       |
| ОШ „Мирослав Антић”    | Црвено барјаче 6              | 1945.           | „Беле Воде” · „Милентије Поповић”       |
| ОШ „Ђорђе Крстић”      | Живка Настића-Бабе 12         | 1905.           | „Краљ Дечански”                         |
| ОШ „Љуба Ненадовић”    | Аце Јоксимовића 25            | 1840.           | —                                       |
| ОШ „Милош Црњански”    | Ђорђа Огњановића 2            | 1992.           | —                                       |
| ОШ „Уједињене нације”  | Борова 8                      | 1985.           | —                                       |
| ОШ „Стефан Дечански”   | Милана Мијалковића 11         | 1840.           | ОШ „Владимир Назор”                     |
| ОШ „Браћа Јерковић”    | Стјепана Супанца 15, Железник | 8. јул 1948.    | —                                       |
| ОШ „Вук Караџић”       | Школска 4, Сремчица           | 1842.           | —                                       |
| ОШ „Душко Радовић”     | Томаса Едисона 3, Сремчица    | 1985.           | —                                       |